# Darrem
Еримбетов Дармухамед Садыкович (род. 28 января 1997, Шымкент, Казахстан), более известный как Darrem — казахстанский музыкант,  R&B и хип-хоп-исполнитель.

## Карьера
2016 году был выпущен трек «Город», ставший саундтреком к фильму Акана Сатаева «Районы», ставший для многих слушателей первым знакомством с творчеством музыканта. Трек написан в лучших традициях повествования о не самом идеальном, но родном городе исполнителя.
В августе 2017 года артист выпустил клип на трек «Не мой limit», спродюсированный бизнесменом Дастаном Молдахановым, тесное и плодотворное сотрудничество с которым продолжается и по сей день.
14 сентября 2017 года Darrem представляет публике дебютный ЕР под названием «Муляж» состоящий из 6 треков, где каждый трек является одним из фрагментов законченной истории о закончившейся любви. Позднее именно на трек «Плесень» с этого ЕР будет выпущен клип.
17 марта 2018 года вышел первый студийный альбом под названием «Черно-белый».
1 декабря 2018 года вышел трек «Новый год», а к концу года он был в топах iTunes Казахстана. 2019 год Darrem встретил звездой. Несмотря на успех, видеоклип на эту известную песню артист представил через три года после премьеры — его презентация состоялась на YouTube-канале музыканта 29 декабря 2021 года. По данным сайта Shazam, на данный момент трек собрал 152 706 Шазамов.
19 апреля 2019 года был выпущен новый официальный альбом — сборник песен под названием «Reborn». Альбом является по сути сборником большинства песен из прошлых двух альбомов для того чтобы в последствии перевыпустить их на лейбле «SouzMusic» отсюда и название альбома «Reborn» (переродившийся).
16 августа 2019 года был выпущен альбом под названием «viboviy» через дистрибьюторский лейбл ozen. Альбом содержит в себе 12 песен и 2 скита.
23 октября 2021 года начал сотрудничать с медиа агентством Qamalladin Media и получил заказ на сотрудничество по рекламе с компанией Samsung. На основе сотрудничества с агентством был снят клип «Новый год».
8 июля 2022 года вышел Maxi-Single под названием «Highlight» который содержал в себе три новых композиции в танцевальном стиле.
На конец 2023 года Darrem является подтвержденным исполнителем на площадке Spotify и его трек Новый год набрал более 1 763 000 уникальных слушателей.

## Дискография

### Студийные альбомы
| Название  | Детали                                                                     |
| --------- | -------------------------------------------------------------------------- |
| «Reborn»  | - Релиз: 19 апреля 2019 - Лейбл: Студия «Союз» - Формат: Цифровая загрузка |
| «VIBOVIY» | - Релиз: 16 августа 2019 - Лейбл: õzen - Формат: Цифровая загрузка         |

### Мини-альбомы
| Название      | Детали                                                                     |
| ------------- | -------------------------------------------------------------------------- |
| «Муляж»       | - Релиз: 14 сентября 2017 - Формат: Цифровая загрузка                      |
| «Черно-белый» | - Релиз: 17 марта 2018 - Формат: Цифровая загрузка                         |
| «Highlight»   | - Релиз: 13 декабря 2019 - Лейбл: Belive music - Формат: Цифровая загрузка |

### Синглы

#### В качестве ведущего исполнителя
| Название                        | Год  |
| ------------------------------- | ---- |
| «Напиздел»                      | 2019 |
| «Дождь»                         | 2019 |
| «Солнце»                        | 2019 |
| «Ласковая ночь»                 | 2020 |
| «При луне»                      | 2020 |
| «Подарю»                        | 2020 |
| «LALALA»                        | 2020 |
| «Любовь и Голуби»               | 2020 |
| «Проиграла» (совместно с abdr.) | 2020 |
| «Кружишь»                       | 2020 |
| «Танцуй одна»                   | 2020 |
| «Глаза»                         | 2020 |
| «Навсегда»                      | 2021 |
| «Мечты Сбываются»               | 2021 |
| «Нет моей вины»                 | 2021 |
| «Розы»                          | 2022 |
| «Алло, Салам»                   | 2022 |

#### Как приглашённый исполнитель
| Название                                                                                                   | Год  |
| --- | ---- |
| «Один» (Кейс совместно с Darrem)                                                                           | 2019 |
| «Refresh» (Darrem совместно с The Limba и Tolebi при участии QONTRAST, M’Dee, abdr., Smock SB и Bonapart ) | 2019 |
| «Праздник» (M’Dee совместно с Darrem)                                                                      | 2020 |
| «Дышу» (PLANETTU совместно с Darrem)                                                                       | 2021 |

## Видеография
| Название    | Год  |
| ----------- | ---- |
| «Плесень»   | 2018 |
| «Напиздел»  | 2019 |
| «Глаза»     | 2020 |
| «Новый год» | 2022 |